# Београдска деца
„Београдска деца“ је југословенски филм из 1976. године. Режирао га је Ђорђе Кадијевић, а сценарио су писали Боро Драшковић и Симо Матавуљ

## Улоге
| Глумац             | Улога             |
| ------------------ | ----------------- |
| Маја Димитријевић  |                   |
| Милена Дравић      |                   |
| Милан Гутовић      |                   |
| Михајло Јанкетић   |                   |
| Слободан Перовић   |                   |
| Вера Дедић         | Марија - служавка |
| Прeдраг Милинковић | Кочијаш           |